# Sông Katun
Sông Katun (tiếng Nga: Катунь), một trong hai con sông ở thượng nguồn sông Obi, chảy ra từ sông băng Katun từ núi Belukha của dãy núi Altay. Katun trong tiếng Turk cổ có nghĩa là "phụ nữ". Sông Katun hợp lưu với sông Biya ở khu vực cách 19 km về phía tây nam Biisk để tạo thành sông Obi, một trong những con sông lớn nhất ở khu vực Siberia. Chiều dài con sông này là 688 km; diện tích lưu vực đạt 60,9 nghìn km². Sông Katun có 254 chi lưu (sông, suối nhánh) với tổng cộng chiều dài là 708 km.

## Đặc điểm

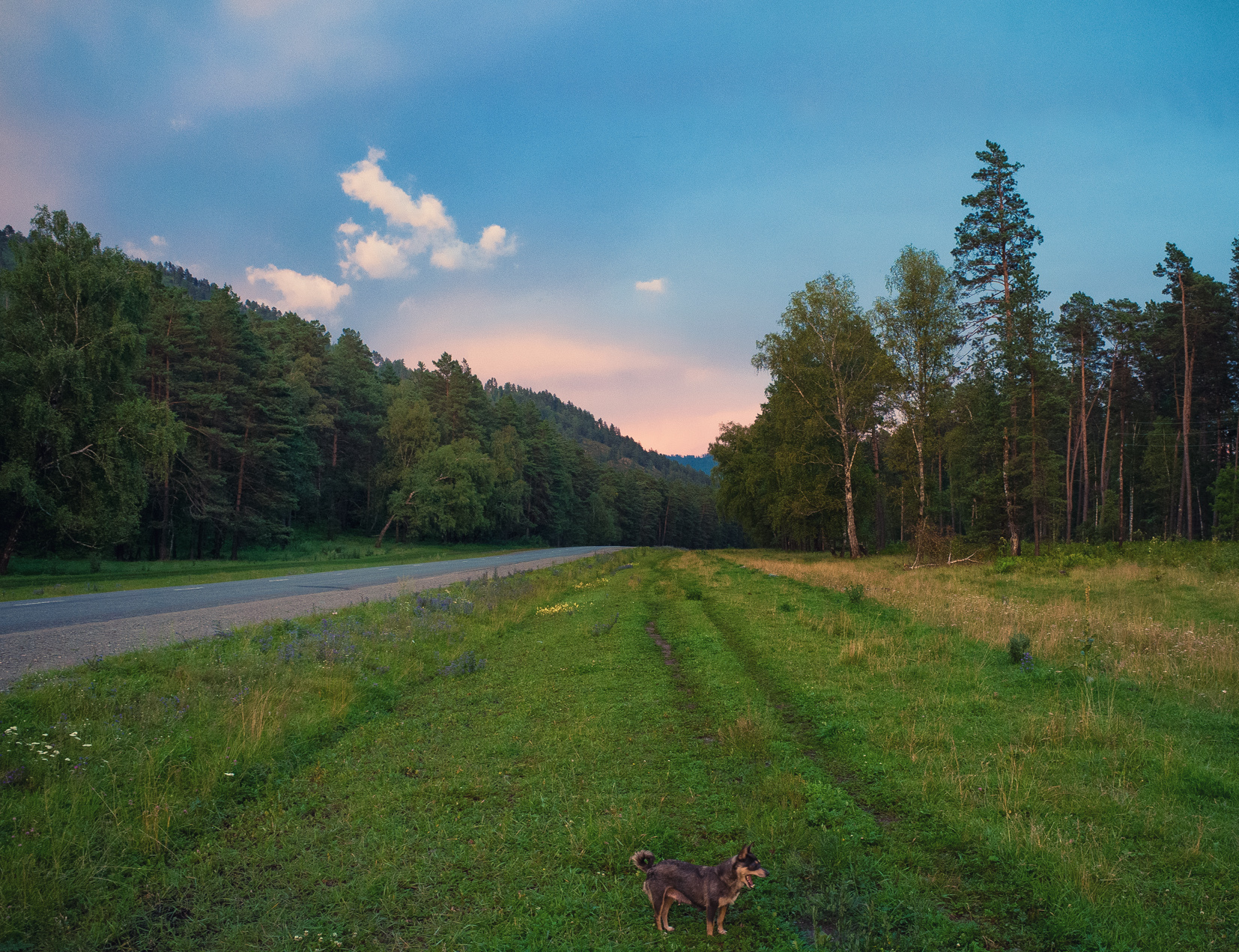
Quang cảnh vùng Chemal

Trong lưu vực sông Katun người ta ước tính có trên 800 sông băng với diện tích lưu vực tổng cộng của chúng đạt 625.000 km², vì thế nguồn nuôi từ các sông băng đối với sông Katun đóng vai trò rất quan trọng. Lưu lượng trung bình năm đạt 600–700 m³/s. Sông Katun bắt nguồn từ sông băng Katun ở sườn phía nam của sơn hệ Katun (núi Belukha) (sông băng Geblera). Theo đặc trưng chung của thung lũng triền sông, sông Katun được chia thành 3 phần: thượng nguồn từ đầu nguồn tới sông Koksa, dài 210 km, trung lưu sông Katun từ cửa sông Koksa tới sông Sumulta dài 200 km, đoạn hạ lưu sông Katun dài 280 km, từ cửa sông Sumulta tới chỗ hợp lưu với sông Biya.
Ở đoạn thượng nguồn sông Katun chảy vòng quanh sơn hệ Katun từ phía nam và phía tây có độ dốc lớn, với độ hạ thấp tổng cộng tới 1.000 m. Trên đoạn này sông Katun nhận nhiều chi lưu từ sườn phía tây và nam của dãy Katun, cũng như của các sơn hệ Listvyaga và Khalzun. Rừng ở đây là taiga thô. Trung lưu sông Katun nằm trong khu vực với các sơn hệ núi cao. Độ hạ thấp tổng cộng trong khu vực này đạt tới 400 m. Ở đây sông Katun nhận các nguồn nuôi chính từ các sông băng như Multa, Kuragan, Akkem, Kucherla, Argut và Chuya. Phía dưới làng Tungur tới sông Argut, sông Katun chảy trong khe núi nhiều ghềnh thác. Từ sông Argut tới sông Chuya và thấp hơn nữa, nó chảy giữa các địa hình bậc thang cao. Rừng ở đoạn này chủ yếu là các loài thông rụng lá (Larix spp.).
Hạ lưu sông Katun nằm ở khu vực núi thấp và trung bình. Độ hạ thấp tổng cộng của sông ở đoạn này khoảng 400 m. Đặc trưng chủ đạo ở đây là sự phát triển của địa hình bậc thang. Các sông nhánh đáng chú ý tại đoạn này có các sông Chemal và Sema. Các sườn thung lũng chủ yếu là thông rụng lá. Bắt đầu từ cửa sông Sumulta thì các loài thông (Pinus spp.) xuất hiện. Phía dưới làng Mayma thì sông Katun mang các đặc trưng của một con sông chảy trên thảo nguyên. Độ hạ thấp tổng cộng từ đầu nguồn tới cửa sông là khoảng 2.000 m, do vậy tốc độ dòng chảy là khá cao, đạt tới 5–6 m/s (18–22 km/h). Cấu tạo địa chất của thung lũng sông Katun nói chung rất đa dạng theo thành phần, cũng như theo thời gian hình thành – từ các loại đá cổ nhất thuộc liên đại Nguyên Sinh tới các loại đất đá ngày nay. Thành phần chủ yếu là đá phiến, granit, đá vôi, cẩm thạch.
Nước sông Katun thuộc về lớp bicacbonat của nhóm calci-magnesi. Nồng độ các kim loại nặng phần lớn không vượt quá nồng độ cho phép tối đa (MAC). Ngoại lệ là thủy ngân. Vào thời kỳ lũ, hàm lượng thủy ngân cao gấp 3 lần so với MAC, khi các ion thủy ngân được vận chuyển theo các sườn dốc của sông bởi các hạt ở dạng huyền phù. Sự hiện diện của thủy ngân trong nước sông Katun là do khu vực mỏ quặng chứa thủy ngân Kuraiskay và Sarasinskaya bị rửa trôi vào lưu vực sông này, chiếm một phần đáng kể diện tích thu nước của nó. Về tiềm năng sản xuất điện năng thì sông Katun ước đạt công suất 4 triệu kW với khả năng sản xuất khoảng 31 tỷ kWh mỗi năm. Dọc theo thung lũng sông Katun trên một khoảng cách đáng kể là đường bộ M52 của Liên bang Nga (Chuyskii trakt).